# 布拉漢姆
賽車運動發展有限公司（簡稱MRD），俗稱布拉漢姆（/ˈbræbəm/），是英國的一家賽車製造商，同時也是一級方程式車隊。由車手傑克·布拉漢姆與設計師讓·托蘭克兩位澳洲人於1960年成立。車隊在它的30年一級方程式歷史中，共贏得了4次車手世界冠軍以及2次車隊世界冠軍。傑克·布拉漢姆1966年奪冠後，成為目前唯一1位在以自己名字命名的賽車中奪冠的車手。
在1960年代，布拉漢姆是全球最大的開輪式賽車製造商，以販售賽車給車隊為主，在1970年更是製造超過500輛賽車。在這段期間，駕駛布拉漢姆賽車的參賽隊伍在二級方程式與三級方程式中贏得了許多大獎賽冠軍。此外，布拉漢姆賽車也出賽於印第安納波利斯500及方程式5000賽事。在1970和1980年代，布拉漢姆提出許多創新，像是在比賽中加油、碳質剎車盤、液壓氣動懸吊系統，以及高登·莫瑞設計的「風扇車」，不過只贏了一場比賽就被撤銷。
在1980年代，布拉漢姆車隊的巴西車手尼爾遜·畢奇贏得了2次世界車手冠軍。首次在1981年駕駛地面效應BT49-Ford賽車獲得冠軍，第二次則於1983年成為首位駕駛渦輪增壓賽車獲得世界冠軍的車手。1983年畢奇與里卡多·帕特雷斯駕駛的BMW M12直列四缸引擎布拉漢姆BT52更是幫助車隊取得隊史35次大獎賽冠軍的其中4次。
於1970至1980年代，英國商人伯尼·埃克萊斯頓持有布拉漢姆的所有權，之後他成為了負責掌管一級方程式商業方面的負責人。埃克萊斯頓於1988年將車隊賣給日本的引擎公司中橋集團（Middlebridge Group）。直到1992年賽季，車隊由於日本公司無法償還兰德赫斯特租赁公司（Landhurst Leasing）的貸款而倒閉。這起案件最終交由英國重大詐欺犯罪偵查署調查。一家德國企業於2009年試圖以布拉漢姆的名字重返2010年世界一級方程式錦標賽，不過最終並未成功。

## 起源
布拉漢姆由傑克·布拉漢姆和讓·托蘭克成立，他們於1951年在家鄉澳大利亞認識，當時兩者分別在製造賽車及賽車比賽方面各有長處。布拉漢姆較擅長於賽車，且在1955年前往英國進一步發展他的賽車生涯。他在那為庫珀汽車公司駕駛賽車，並且進展到世界賽車運動管理機構國際汽車聯盟下最高級別的開輪式賽車賽事——一級方程式。布拉漢姆在1959年和1960年駕駛創新的中置引擎庫珀賽車贏得了2次一級方程式世界車手冠軍。:17–9

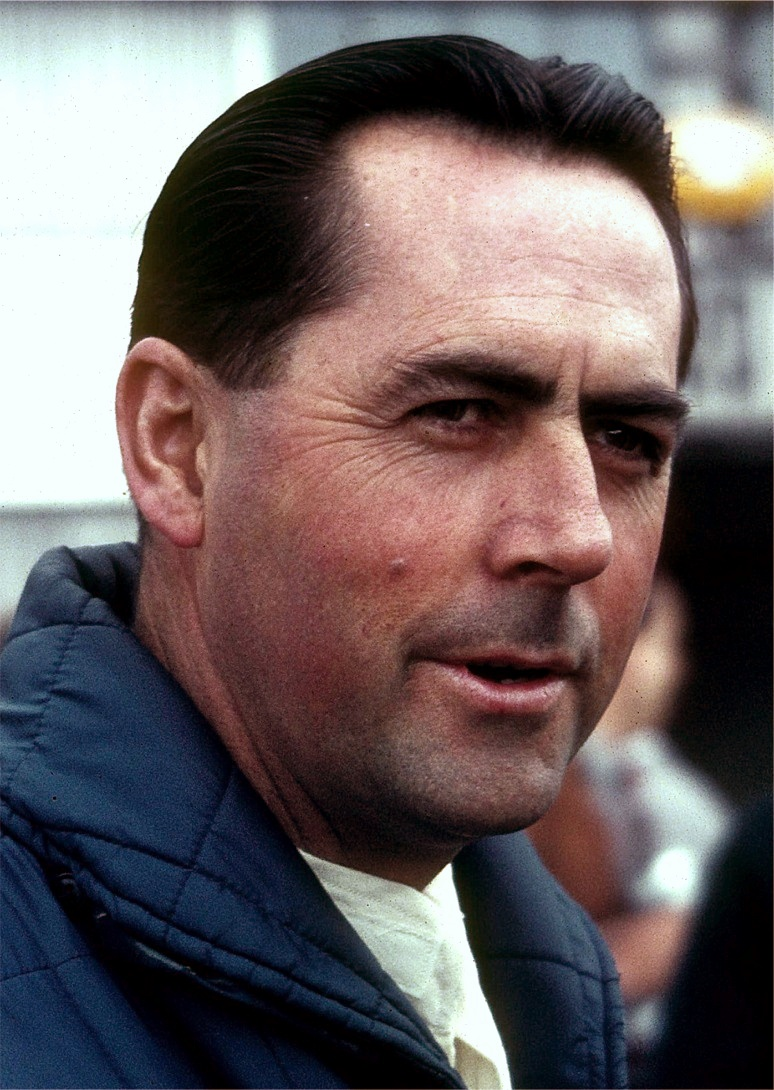
1966年，40歲的傑克·布拉漢姆於布拉漢姆車隊贏得一級方程式車手世界冠軍

儘管庫珀有把引擎放在車手後面的創新想法，不過他們的工作人員與首席設計師歐文·馬多克則普遍抵抗發展這種賽車。布拉漢姆在他的朋友托蘭克投入後將發展更推進一步，之後在1960年庫珀極為成功的「低底」T53賽車研發中佔有十分重要的地位。:18, 22布拉漢姆深信他會做的比庫珀更好，因此他在1959年底詢問托蘭克是否要前來英國與他合作，最初他們於布拉漢姆的汽車經銷商傑克·布拉漢姆賽車（Jack Brabham Motors）生產公路汽車Sunbeam Rapier與Triumph Herald的升級套件，而他們則將設計賽車設為長遠目標。:22–4布拉漢姆描述托蘭克「絕對是唯一能與我合作的小子」。:140
為了達到這個目標，布拉漢姆和托蘭克故意不使用他們自己的名字，成立了賽車運動發展有限公司。這家新成立的公司將會與庫珀在賽車銷售市場展開競爭；由於布拉漢姆仍受雇於庫珀，因此托蘭克只能秘密地按照初級方程式的標準製造第一輛MRD賽車。這輛MRD賽車在1961年夏季首度露面，並且被重新命名。賽車記者賈比·克隆巴克指出「法國人說這些字母的發音－音標為'em air day'－聽起來非常危險，就像法語的......狗屎。」:43:21後來這輛賽車就被命名為布拉漢姆，代表字母BT取自於「布拉漢姆」和「托蘭克」的英文字首。:21
蓮花車隊與法拉利車隊在1961年世界一級方程式錦標賽研發了比庫珀更進一步的中置引擎。布拉漢姆於整個1961年賽季中駕駛庫珀表現不甚理想，僅得到4分且沒有任何大獎賽冠軍。接著他便於1962年離開了庫珀，並效力於自己的車隊布拉漢姆賽車組織（簡稱BRO），駕駛由賽車運動發展有限公司研發的賽車。:31-32:14, 145–9

## 賽車歷史－一級方程式

### 傑克·布拉漢姆與讓·托蘭克（1961年－1970年）

布拉漢姆賽車組織

賽車運動發展有限公司最初著重於銷售賽車給低階賽事的客戶，以至於直到1962年世界一級方程式錦標賽賽季中途才準備好新的一級方程式賽車。布拉漢姆賽車組織於賽季開始時使用的是蓮花車隊底盤，而在綠色塗裝的布拉漢姆BT3首度於1962年德國大獎賽亮相後，車隊有兩次在積分區內完賽。在德國大獎賽15圈賽事中的第9圈，布拉漢姆因為節流閥故障而退賽。不過在季末的兩場比賽皆取得第4名的成績。:21–22

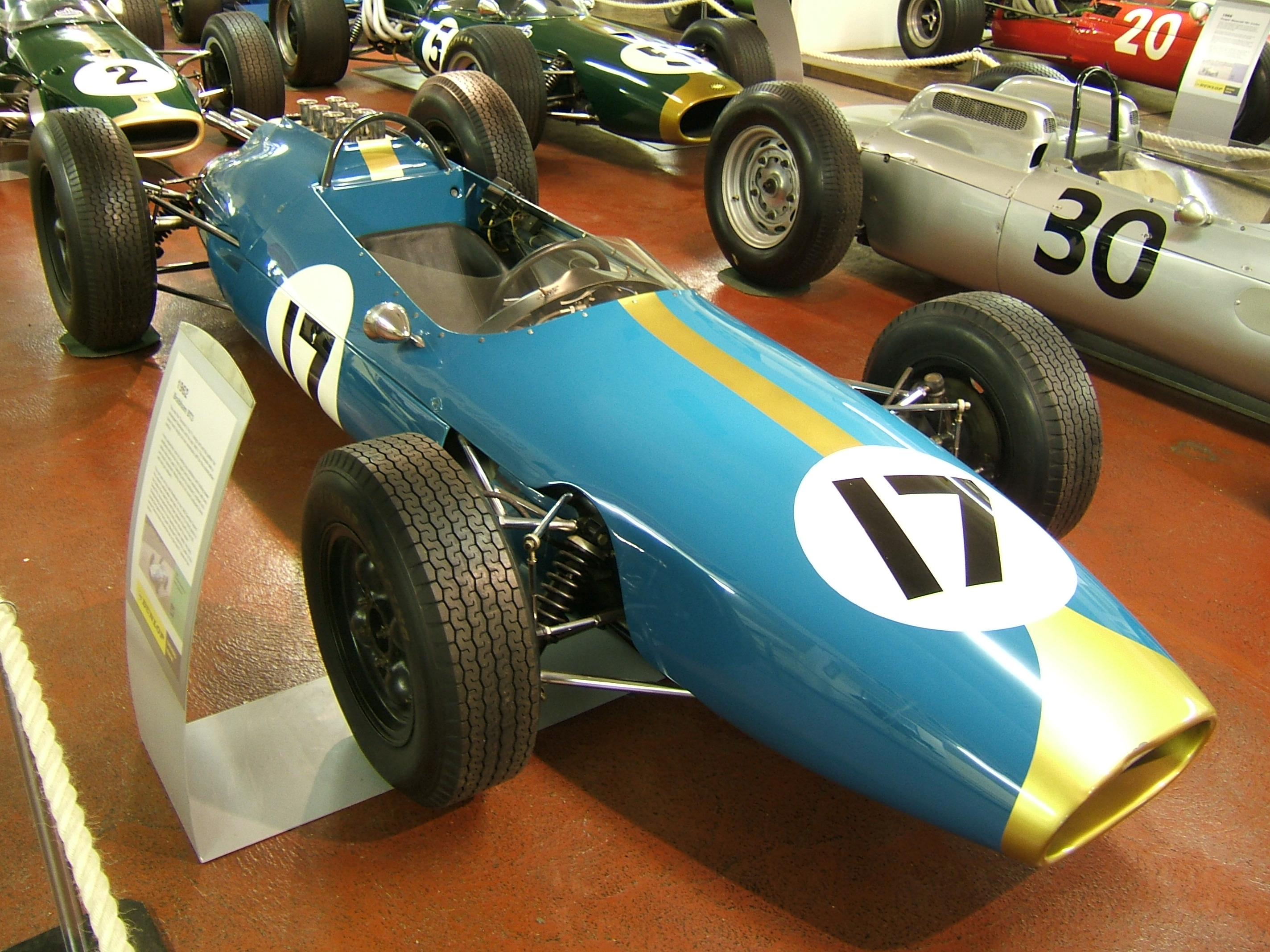
布拉漢姆BT3是第一輛布拉漢姆的一級方程式賽車

布拉漢姆與美國車手丹·格尼在1963年世界一級方程式錦標賽成為隊友，一同駕駛具有國家意義的澳大利亞綠金色賽車顏色塗裝的布拉漢姆賽車。:147傑克·布拉漢姆在位於德國司徒加特的1963年非錦標賽中取得了車隊的首勝。:28格尼則在1964年賽季的法國和墨西哥大獎賽中拿下了這款賽車的頭兩場大獎賽勝利。而布拉漢姆製造銷售的賽車也在1964年取得三場非錦標賽的分站冠軍。:35–41但是到了1965年賽季就不再那麼順利了，車隊沒有獲得任何一個大獎賽冠軍。布拉漢姆車隊在1963年至1965年這三個賽季中分別獲得了第3、第4及第3名的成績，但是缺乏穩定性，浪費了幾次大有可為的成果。賽車運動作家邁克·勞倫斯（Mike Lawrence）和大衛·霍奇斯（David Hodges）曾表示缺乏資源會使車隊帶來不好的結果，而這也引起讓·托蘭克的共鳴。:71:32
FIA在1966年賽季的新規則中，開放使用3.0升自然進氣引擎或1.5升機械增壓引擎，這對大部分車隊來說都缺乏合適的引擎來參賽。一家從未生產過一級方程式引擎的澳大利亞引擎公司雷普科，他們根據倒閉的美國汽車公司奧斯摩比生產的公路車F85鋁製V8汽缸本體和其他現成零件，生產出一具引擎來提供給布拉漢姆車隊參賽使用。:51–52設計與顧問工程師菲爾·厄文（出名於文森摩托車）是研發這具原始版本引擎的計劃工程師。幾乎沒有人看好布拉漢姆-雷普科會有所競爭力，:43但是在賽季開始時這輛輕便且穩定的賽車始終跑在前頭。位於理姆斯-格鎮賽道舉辦的法國大獎賽中，傑克·布拉漢姆成為第一位駕駛以自己名字命名的賽車獲得大獎賽冠軍的車手。在這之後也只有他的前隊友布鲁斯·麦克拉伦達成這個成就。接著這位澳大利亞老將取得了四連勝。最終傑克·布拉漢姆於1966年取得他的第三座車手世界冠軍，也使得他成為唯一一位在以自己名字命名的賽車中贏得世界冠軍的車手。布拉漢姆的隊友紐西蘭人丹尼·哈默拿下了1967年賽季的車手世界冠軍。布拉漢姆時常嘗試新的零件，使得哈默整季的表現相較於布拉漢姆來說穩定許多。:92布拉漢姆車隊在這兩年皆獲得車隊世界冠軍。:34–40

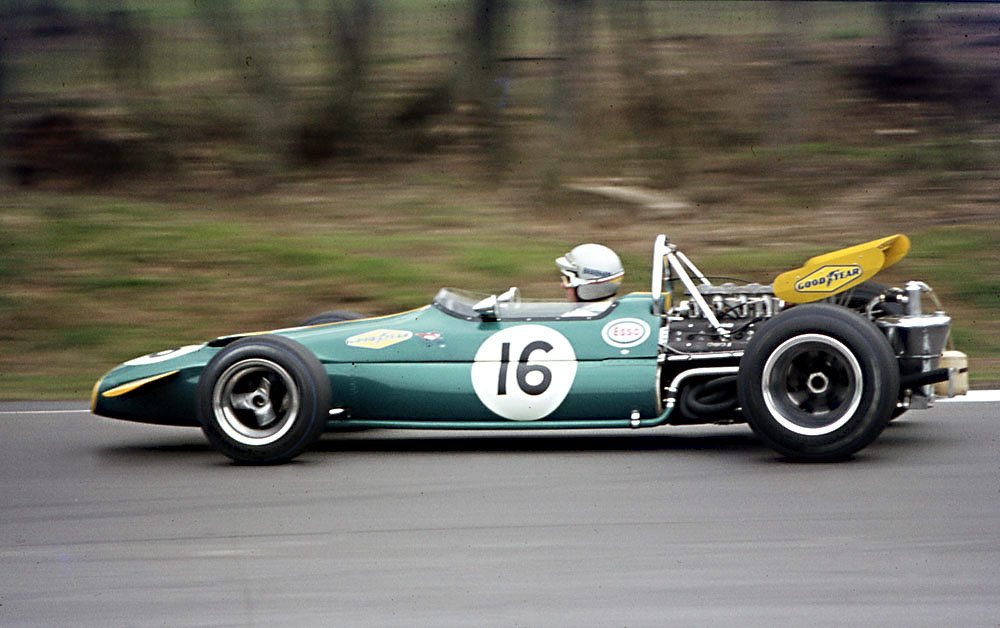
技術老舊的布拉漢姆車隊直到1970年才生產出第一輛單體構造賽車布拉漢姆BT33

哈默在1968年賽季轉往加盟麥拉倫車隊，而他的空缺則由奧地利人約亨·林特補上。雷普科生產了一具更強大的V8引擎，以使他們能夠與福特新的考斯沃斯DFV互相抗衡，但最終證明這具引擎缺乏穩定性。英國與澳大利亞間缺乏交流，使得發現並解決問題更加困難。林特在賽季中取得兩次桿位，雖說賽車的速度很快，但布拉漢姆與林特只完成了三場賽事，賽季結束時只取得10分。:41
雖然布拉漢姆在1969年賽季買下了考斯沃斯DFV引擎，但林特仍選擇轉往蓮花車隊。傑克·布拉漢姆在季中因為測試意外而錯失了幾場大獎賽，而林特的接替者傑克·艾克斯於下半季的表現非常亮眼，他在德國以及和加拿大皆取得勝利。:85艾克斯在車手積分榜上名列第二，以37分落後於63分的傑奇·史都華。布拉漢姆則取得兩次桿位，站上兩次頒獎台，但是未完成一半以上的賽事。藉著駕駛布拉漢姆賽車的法蘭克·威廉斯車隊車手皮爾斯·柯瑞吉在摩納哥和沃特金斯峽谷皆取得第二名的幫助下，布拉漢姆車隊因此在積分榜上名列第二。:79-80布拉漢姆打算在1969年賽季末退休，並將他所擁有的車隊股份賣給托蘭克。然而林特遲遲才決定續留蓮花車隊，使得布拉漢姆不得不出賽下一個賽季。:109:230–231他在1970年賽季南非揭幕站取得勝利，這也是他的最後一次獲勝。雖說機械故障頻頻頓挫他的挑戰心，但他始終具有很強的競爭力。:93最終車隊在二號車手羅夫·斯托莫倫的幫助下獲得第四名。

### 讓·托蘭克（1971年）

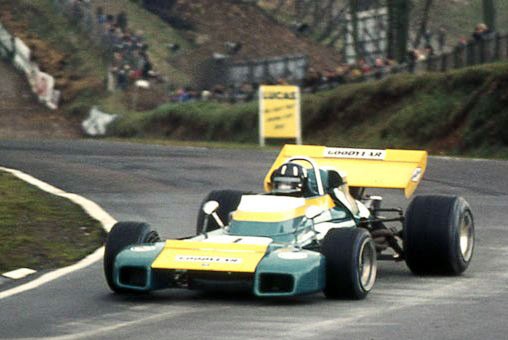
布拉漢姆BT34。格拉漢姆·希爾於銀石賽道的非大獎賽事英國車手俱樂部國際盃中贏得他一級方程式生涯中的最後一場勝利

托蘭克於1971年賽季簽下兩屆世界冠軍格拉漢姆·希爾和澳大利亞年輕車手提姆·申肯。托蘭克專為希爾設計出了一輛有兩個散熱器架設於前輪前方的奇特「蟹螯狀」BT34賽車。雖然希爾在1969年發生意外後便不再是頂尖的車手，但還是於銀石賽道的非大獎賽事英國車手俱樂部國際盃贏得他一級方程式生涯中的最後一場勝利，:114–17最終車隊取得7分錦標賽積分。
托蘭克開始意識到他自己無法負擔去冒險在價值10萬英鎊經費的一級方程式，而他也只想做一位工程師，於是便開始尋找一位具有經驗的商業夥伴。:113最終他在1971年底將公司以10萬英鎊賣給英國商人伯尼·埃克萊斯頓，埃克萊斯頓是約亨·林特的前任經理人與康諾特車隊持有者。托蘭克則繼續任職於設計賽車與經營工廠。:116

### 伯尼·埃克萊斯頓（1972年－1987年）

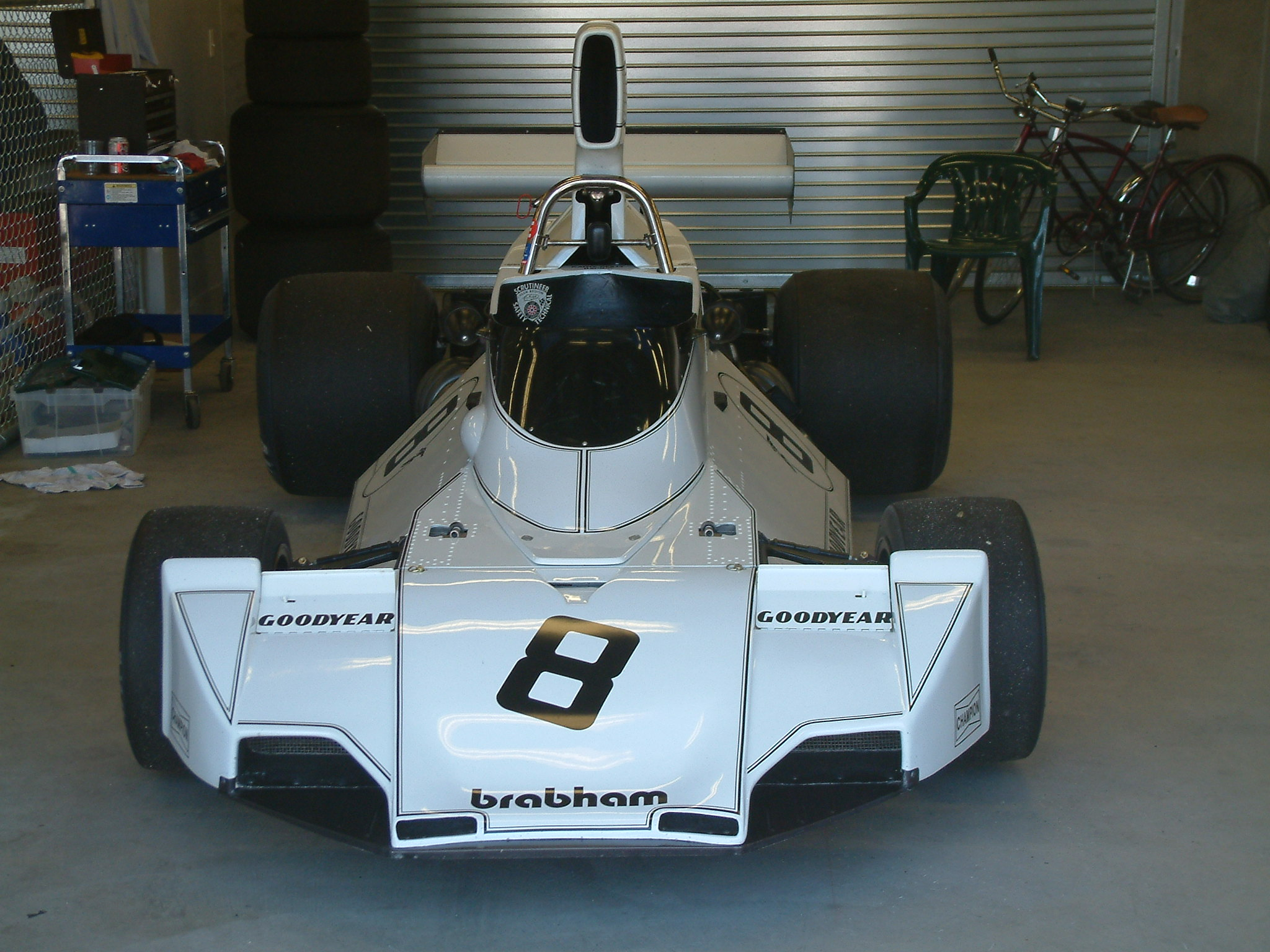
於2003年展出的布拉漢姆BT44曾出戰於1974年世界一級方程式錦標賽與1975年世界一級方程式錦標賽

托蘭克因為不滿埃克萊斯頓在未與他商量的情況下，便自行改變公司架構，使得他於1972年賽季初離開了布拉漢姆。埃克萊斯頓曾說：「現在回想起來，我們永遠無法以這種關係運作」並指出「（托蘭克和我）都有同樣的想法：『講點道理吧，照我說的去做』」。:116–118在這漫無目的的這一年中，車隊出賽於三種不同賽事，最精彩的部分莫過於阿根廷車手卡洛斯·瑞特曼在家鄉布宜諾斯艾利斯獲得桿位，還有於非大獎賽事的因特拉戈斯大獎賽取得勝利。埃克萊斯頓在1973年賽季將年輕的南非工程師高登·莫瑞晉升為首席設計師，並將赫比·布拉許從二級方程式調職至一級方程式擔任車隊經理。兩者在接下來的15年皆留任於車隊。瑞特曼在1973年賽季駕駛莫瑞製造的三角剖面BT42賽車，最終站上兩次頒獎台，在車手積分榜上名列第7名。
瑞特曼於1974年賽季取得他一級方程式生涯中的首三場勝利，且是布拉漢姆車隊自1970年以來的第一場勝利。車隊在派出更具競爭力的BT44後獲得第5名。許多評論員在布拉漢姆車隊於1974年強勁的結束後，非常看好他們能夠贏得1975年的世界冠軍。這年在巴西車手卡洛斯·帕塞於家鄉聖保羅的因特拉戈斯賽道贏得他生涯唯一的勝利後有個非常好的開局。但隨著賽季的進行，輪胎的磨損屢次地降低賽車的速度。:103帕塞在這個賽季站上兩次頒獎台，最終名列第6；而瑞特曼有5次頒獎台，包括德國大獎賽一次大幅度的勝利，最終名列第3。在賽季結束時，車隊在積分榜上則位居第3名。
在競爭對手蓮花和麥拉倫從1960到1980年代早期一直靠著考斯沃斯DFV作戰的情況下，埃克萊斯頓開始藉由尋求其他選擇來增加更多的競爭優勢。儘管莫瑞的考斯沃斯動力賽車依然十分成功，但埃克萊斯頓還是和義大利引擎製造商阿爾法·羅密歐簽下合約，將從1976年賽季開始使用他們強大的水平對臥十二缸引擎。布拉漢姆車隊以現為紅色馬丁尼賽車塗裝但不穩定且過重的全新布拉漢姆BT45來交換他們的引擎。:159–1611976與1977年賽季再次看到布拉漢姆車隊掉落到後段班。瑞特曼在1976年賽季末透過談判而從合約中釋出，之後他便與法拉利車隊簽約。阿爾斯特人約翰·華生於1977年取代了他的位置。車隊在1977年賽季初期的一場輕型飛機事故中失去了卡洛斯·帕塞。:164, 167
來到1978年賽季，莫瑞的布拉漢姆BT46主打著許多新的技術，克服了阿爾法引擎超重與包裝困難的問題。埃克萊斯頓與義大利乳製品公司帕瑪拉特合作從法拉利手中簽下了兩屆世界冠軍車手尼基·勞達，帕瑪拉特願意如期償付薪資使勞達願意離開法拉利，並且補足他法拉利提供的20萬英鎊的薪水。雖說蓮花透過空氣動力學地面效應使得車身在彎道緊貼賽道的「翅膀車」蓮花79主宰了整個賽季，但勞達仍舊駕駛BT46取得兩場勝利，其中一場是駕駛有爭議的「B」版本或稱作「風扇車」的BT46。:171, 179–189:98
布拉漢姆車隊在1979年賽季間結束了與阿爾法·羅密歐的合作關係，同年也首次與巴西的年輕車手尼爾遜·畢奇合作。莫瑞設計了全面地面效應BT48以配合迅速發展的阿爾法·羅密歐V12引擎，並配上有效的碳-碳複合材料煞車系統——一項布拉漢姆於1976年首創的技術。然而賽車的空氣動力學壓力中心突如其來的變動，使得賽車的操控更無法預測，加上新的引擎穩定性不佳，最終車隊在季末的車隊積分榜上跌落至第8名。:191阿爾法·羅密歐於賽季期間開始測試他們自己的一級方程式賽車，促使埃克萊斯頓重新使用考斯沃斯DFV引擎，莫瑞稱這個舉動「就像度了一回假」。:213, 215嶄新的考斯沃斯動力BT49在賽季結束前的加拿大大獎賽中首度登場；在練習賽後勞達宣布他將會在近期內退出賽車界，晚些他表示他「已經無法在一圈又一圈的比賽中獲得任何樂趣」。:216

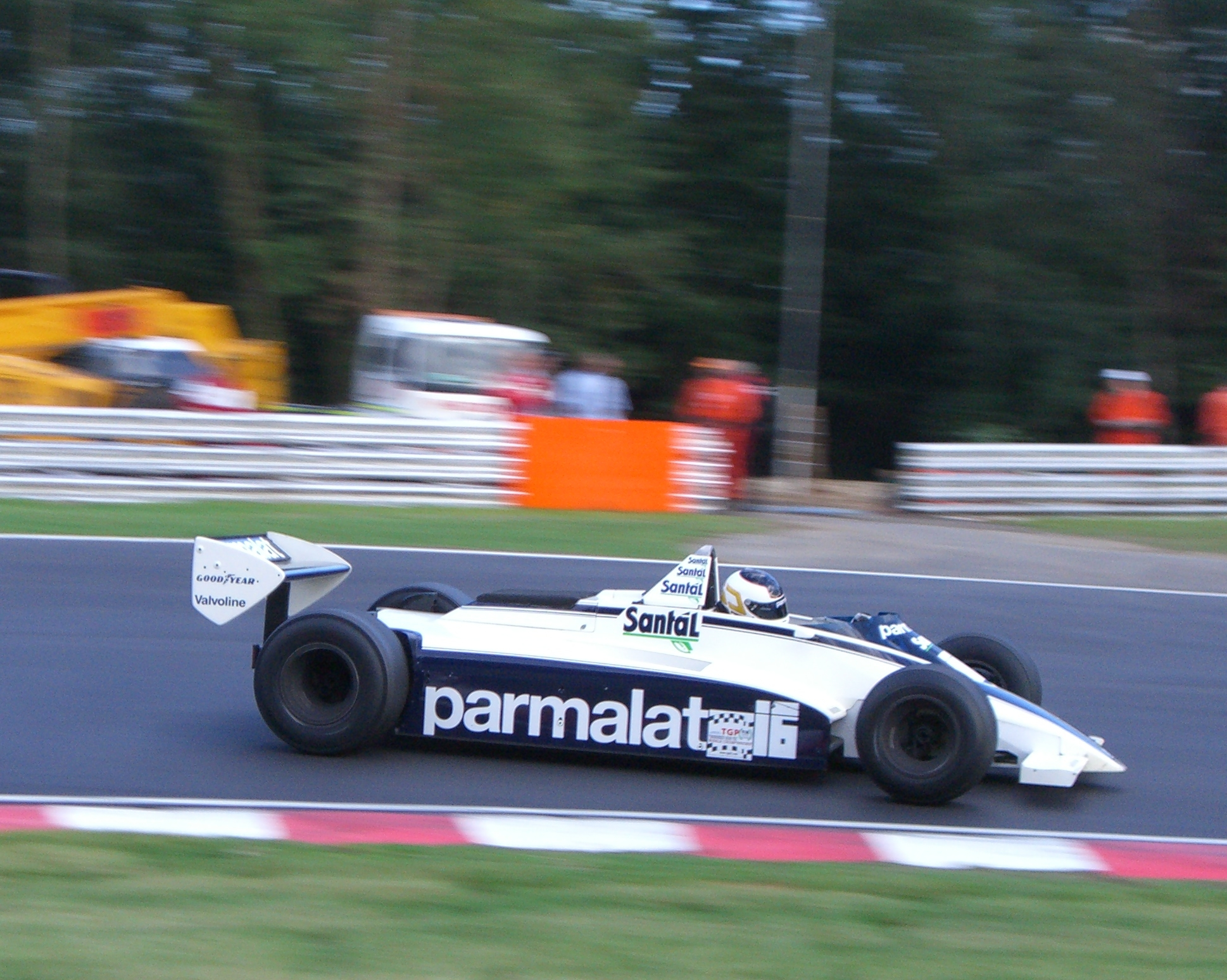
布拉漢姆BT49在出賽的4個賽季中，贏得了一次世界冠軍。

車隊使用BT49征戰了4個賽季。畢奇在1980年賽季獲得3次勝利，而車隊則藉由畢奇的世界車手亞軍，在車隊積分榜上獲得季軍。這個賽季見證了藍色和白色的賽車塗裝：車隊在1992年轉讓之前，賽車會因為更換不同的贊助商而改變外觀。隨著對地面效應理論更深入地瞭解，車隊在1981年賽季進一步的發展BT49C，更併入了液壓氣動懸吊系統，以消除駕駛高度為了減少下壓力的限制。致力於與莫瑞建立良好工作關係的畢奇:114
儘管被作弊的指控包圍著，但他最終仍獲得車手世界冠軍並有著3場大獎賽勝利。而車隊則在積分榜上名列第2，僅次於威廉斯車隊。
雷諾車隊在1977年首度將渦輪增壓器引進一級方程式。布拉漢姆也曾在1981年夏季測試寶馬四缸M12渦輪增壓引擎。車隊在1982年世界一級方程式錦標賽設計了新車BT50，這輛車就如16年前的雷普科引擎一般，使用了公路車的引擎寶馬M10。但布拉漢姆在賽季前期仍使用考斯沃斯動力的BT49D，等到寶馬引擎的可靠度與操控性能問題解決後才改用新車BT50。德國製造商堅持布拉漢姆必須使用他們的引擎，也因此雙方的合作關係最終走向了盡頭。這輛渦輪賽車在加拿大大獎賽取得第一場勝利。車隊最終在車隊冠軍排名取得第5名，而車手里卡多·帕特雷斯在摩納哥大獎賽為布拉漢姆-福特賽車贏得最後一次積分後，在車手積分榜上取得第10名，另外前世界冠軍畢奇則排名第11名。之後畢奇在1983年賽季的閉官站南非大獎賽才超越雷諾車隊的亞倫·保魯斯拿下車手世界冠軍，並成為首位駕駛渦輪增壓賽車贏得一級方程式車手世界冠軍的車手。儘管車隊伴隨著畢奇的成功，但是在1981年及1983年卻未贏得車隊冠軍。里卡多·帕特雷斯是除了畢奇之外，在這三個賽季內唯一一位為布拉漢姆贏得勝利的車手——二號車手在這兩個錦標賽季中僅為車隊貢獻些微的積分。帕特雷斯最終取得13分在車手積分榜上名列第9，另車隊在車隊積分榜上落後法拉利與雷諾取得第3名。

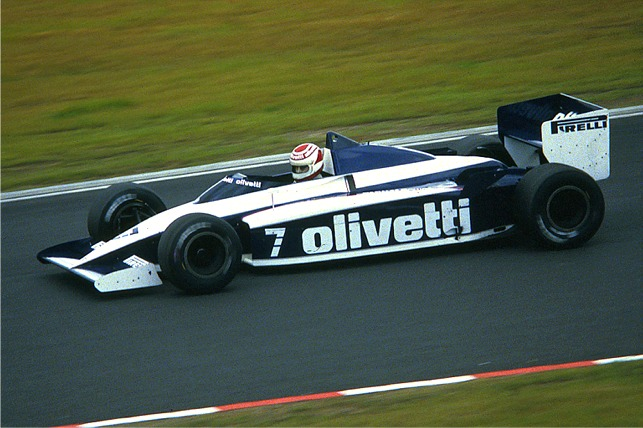
1985年世界一級方程式錦標賽尼爾森·畢奇的BT54受到倍耐力輪胎的阻礙

畢奇為車隊贏得隊史最後幾場勝利：1984年的第7站加拿大大獎賽與第8站底特律大獎賽，以及1985年在季末不情願地轉往威廉斯車隊前的法國大獎賽。畢奇經過七年與兩次世界冠軍後，他認為自己比埃克萊斯頓在1986年開出的薪資更有價值。畢奇在1984與1985年賽季分別以第5名與第8名結束。:1141986年賽季徹底的失敗。莫瑞配有寶馬M12引擎的BT55，因為為了改善空氣動力學與降低重心將它的車身製成過於長且低，使得車隊最終只能獲得2分積分。車手埃利奧·德·安吉利斯在保羅·李卡賽道一場棘手的事故中喪命，這個意外成為布拉漢姆車隊唯一的死亡事故。取代德·安吉利斯的車手德里克·沃里克在應國大獎賽幾乎要以第5名取得2分積分，但是在最後一圈卻發生問題使他掉出積分區。寶馬在是年8月決定運行他們自己的內部團隊後，宣布將在賽季結束後退出一級方程式。由於埃克萊斯頓過於積極地參與一級方程式製造商協會，使得主要接管車隊管理的莫瑞感到「一路走來15年的車隊將要瓦解」。之後他在11月便離開布拉漢姆轉往麥拉倫車隊。:161–164
埃克萊斯頓與寶馬的合約持續到1987年賽季，但是德國公司卻只願提供擱置的引擎。布拉漢姆將用於他們新車的懸掛系統賣給了飛箭車隊。布拉漢姆內的高層人士都承認到了這個階段埃克萊斯頓已經失去了經營車隊的興致了。1987年的成績比前一年來的好一些——帕特雷斯與德·塞薩里斯共取得了10分，包含了比利時大獎賽與墨西哥大獎賽兩站的第3名完賽。因為無法找到一家合適的引擎供應商，車隊錯過了報名參加國際汽車聯盟1988年世界錦標賽的期限，最終埃克萊斯頓在1988年4月的巴西大獎賽宣布車隊將退出一級方程式。埃克萊斯頓在賽季尾端的澳大利亞大獎賽宣布他將MRD以未知的售價賣給了尤羅布倫車隊（EuroBrun）所有人沃爾特·布倫。

### 約阿希姆·路提（1989年）
布朗很快地便將車隊轉賣給瑞士金融家約阿希姆·路提，路提也將車隊重返1989年一級方程式。1989年賽季新的布拉漢姆BT58採用朱德V8引擎（原為傑克·布拉漢姆的另一家公司）。:254布拉漢姆的參賽車手為1987年澳大利亞大獎賽初登場的義大利車手斯蒂法諾·摩德納，以及1988年為捷豹參賽世界跑車錦標賽取得冠軍後重返一級方程式的馬丁·布倫德。車隊最終取得第8名，且摩德納為車隊站上最後一次頒獎台：1989年摩納哥大獎賽的季軍（而布倫德在正式排位賽前的預先排位賽刷去第5名0.021秒取得第4名，在正式比賽中一度曾跑上第3名，但是被迫進站更換耗盡的電池，最終只拿下第6名）。車隊有時也會錯失預先排位：布倫德在加拿大大獎賽與法國大獎賽預先排位中錯失掉了進入正式排位賽的資格。車隊在賽季結束時取得第9名。

### 中橋車隊（1989年－1992年）
路提在1989年中期因逃漏稅被捕後，幾個締約方紛紛爭論著車隊的所有權。日本一家由億萬富翁中內浩二持有的引擎公司——中橋集團有限公司（Middlebridge Group Limited），已經建立了國際F3000賽車車隊中橋車隊（Middlebridge Racing），並且在1990年賽季取得布拉漢姆的掌控權。同時布拉許也回到了車隊。中橋向蘭德赫斯特租賃公司貸款100萬英鎊以收購布拉漢姆。然而提供車隊的資金不足，且在布拉漢姆最後三個賽季也僅得到極少的積分。傑克·布拉漢姆的小兒子大衛在悲慘的1990年賽季曾短暫為車隊出賽，車隊僅靠著摩德納在開幕站美國大獎賽於積分區內取得第5名的2分積分，最終在車隊積分榜上排行第9名。布倫德與英國同胞馬克·布倫德爾在1991年賽季僅取得3分積分。由於1991年上半季的成績欠佳，他們在下半季必須先參加預先排位賽，布倫德爾在日本站失手，而布倫德則在澳大利亞站，因而無法參加正賽。車隊最終在積分榜上位於掙扎的英國蓮花車隊之後，名列第10。在吉爾瓦娜·阿瑪迪於1992年未能使她的贊助商落實而退出後，前布拉漢姆世界冠軍車手格拉漢姆·希爾的兒子戴蒙·希爾首次加入了車隊。阿瑪迪是第5位一級方程式女性車手，但她3次出賽皆未能成功發車。
阿根廷人塞爾吉奧·林蘭德設計出車隊的最後一輛賽車，使用的是朱德引擎，除了在1991年使用山葉動力。1992年賽季的這輛賽車（1991年賽車的升級版）很少通過排位賽。希爾在1992年匈牙利大獎賽以最後一名為車隊完成了最後一場出賽，他落後冠軍車手艾爾頓·冼拿4圈取得第11名。在這場大獎賽後，車隊因為資金周轉不靈而面臨倒閉。中橋集團有限公司無法償還向蘭德赫斯特租賃公司貸款的600萬英鎊，最終走向法律途徑。由重大詐欺犯罪偵查署調查這起案件。蘭德赫斯特的常務董事曾收賄並且持續貸款給中橋集團，最終被裁定貪污罪並判處監禁。布拉漢姆是當年四支離開一級方程式的其中一支車隊（參見瑪馳車隊、豐鎂特和安德里亞·莫達車隊）。儘管有傳言指出車隊將在下一個賽季重返一級方程式，但車隊資產交給了蘭德赫斯特租賃公司，並被他們的破產案產業管理人在1993年拍賣。山葉取得了車隊在切辛頓的舊工廠，並用於安置由赫比·布拉許營運生產賽車與公路車複合材料零件的阿克蒂瓦技術有限公司（Activa Technology Limited）。這個工廠在2006年被卡林DPR車隊的GP2團隊買下。

### 可能重返一級方程式（2010年）
弗朗茨·希爾默（Franz Hilmer）於2009年6月4日證實他已經以布拉漢姆的名字作為在預算規定下最高成本的隊伍，提出參賽2010年世界一級方程式錦標賽的申請。然而布拉漢姆家族並沒有參與，並宣布他們正在尋求關於使用這個名字的法律建議。最終這個車隊的參賽申請並沒有成功。
布拉漢姆最終向法院提出索賠，儘管這件事還未解決，傑克·布拉漢姆的兒子大衛·布拉漢姆卻表示「布拉漢姆車隊的名字是有可能重返一級方程式的」。「現今這是個非常敏感的議題」，他向《Totalrace》表示「但是，是的，車隊重返（一級方程式）是有可能的。」

## 賽車運動發展

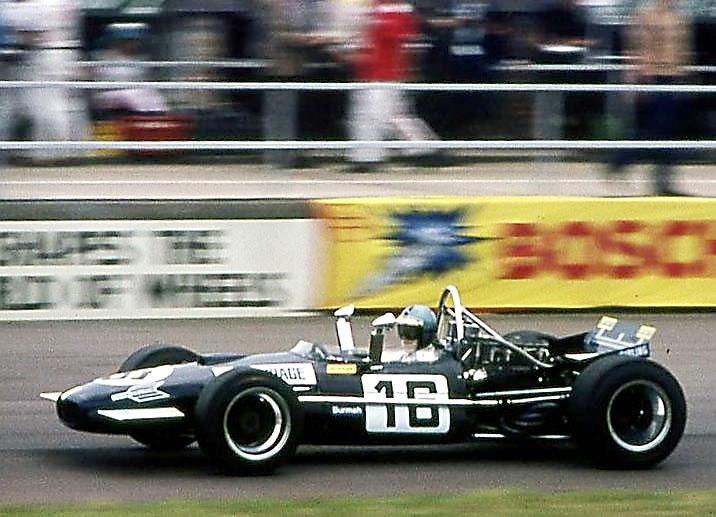
一些一級方程式車隊使用布拉漢姆賽車（弗蘭克·威廉斯車隊的皮爾斯·卡瑞吉，攝於1969年）

1960年代的雷普科布拉漢姆標誌，闡明這段時期的合資商標

布拉漢姆的賽車廣泛地受到其他車隊的使用，且並不局限於一級方程式中。傑克·布拉漢姆與讓·托蘭克將他們為了設計與製造方程式比賽賽車給買主車隊，於1961年成立的公司命名為賽車運動發展有限公司，且這家公司在其他活動中也有非常大的生意。最初，布拉漢姆與托蘭克各持有50%的股份。:31托蘭克負責設計賽車與業務營運，而布拉漢姆則是最好的試車手並且籌備公司的生意，像是雷普科的引擎供應還有MIRA風洞的使用。他也會在設計過程中提供想法（大多為機械部分）並且幫忙製造賽車。
MRD在1963至1965年間並沒有涉及一級方程式業務，而是在其他方程式賽事中跑生意。而傑克·布拉漢姆透過另一家公司布拉漢姆賽車組織進入一級方程式。:24最初，BRO就如其他買主一樣從MRD手中買下賽車，但是他們只要以3,000英鎊買下每輛賽車，且不用支付任何參與研發的費用。托蘭克非常不滿他與一級方程式工作漸行漸遠，在1966年賽季前他暗示他已經無心在這種安排下製造一級方程式賽車。布拉漢姆開始為BRO尋求其他的底盤供應商，但是最終布拉漢姆與托蘭克兩人達成協議，MRD在1966年後將會更密切地參與一級方程式。:74-75在布拉漢姆於1969年底將他的MRD股份賣給托蘭克後，一級方程式的事務便全權交由MRD掌管。
雖說起步於1961年，但是MRD到了1960年代中期已經超越像是庫珀這些成立已久的製造商，成為了世界上最大的單人座賽車製造商，:111更是在1970年生產出超過500輛的賽車。:207弗蘭克·威廉斯車隊與羅布·沃克車隊是這些使用布拉漢姆賽車的一級方程式車隊中最成功的例子。1965年英國大獎賽中有七輛布拉漢姆賽車在場上競爭，其中只有兩輛屬於MRD車隊，且在此賽季中的大獎賽時常可以看到四到五輛的布拉漢姆同時在場上。MRD每年皆為低級別的方程式賽事生產大量的賽車，在1966年更是生產出89輛賽車。:207布拉漢姆以提供客戶與他們出賽隊伍相同標準的原裝賽車為信譽。公司以高水準支援他們的客戶——包括傑克·布拉漢姆親自幫顧客調校賽車。這段期間的賽車以「雷普科-布拉漢姆」所知名，這不僅是因為雷普科在1966年至1968年間提供他們一級方程式引擎，還有在傑克·布拉漢姆於庫珀工作的期間，澳大利亞公司曾提供他小規模的贊助。:53

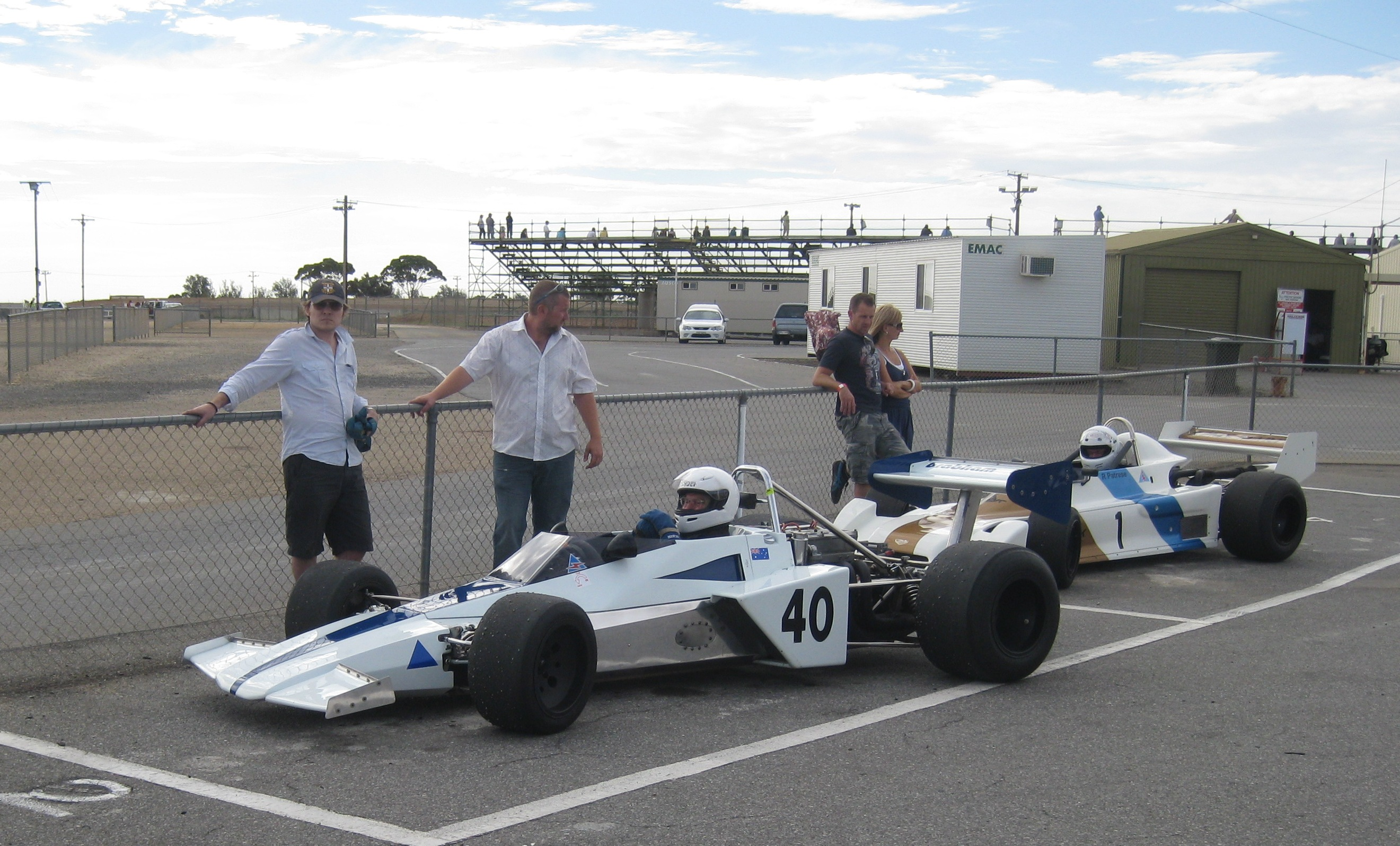
BT40是布拉漢姆最後一輛二級方程式原型

伯尼·埃克萊斯頓在1971年底買下了MRD。埃克萊斯頓保留了布拉漢姆這個商標，而在他之後的擁有者也是如此。儘管伯尼·埃克萊斯頓在短期內仍持續製造賽車給顧客，但他認為公司要成功必定要專注於一級方程式。此外，埃克萊斯頓曾在1976年將出廠的BT44B賣給RAM車隊，:156但布拉漢姆最後生產銷售的賽車仍是1973年的二級方程式BT40與三級方程式BT41。:39
埃克萊斯頓在1988年將賽車運動發展賣給愛快羅密歐。布拉漢姆在這一年並沒有出賽一級方程式，而愛快羅密歐將這間公司用來設計與製造名為「Procar」的原型——一輛有賽車底盤與中置引擎且外形像大型轎車的賽車（愛快羅密歐164）。這輛車被指定為BT57，並且出賽一場針對主要製造商的賽事，藉此贊助一級方程式大獎賽。

## 參賽歷史－其他級別賽事

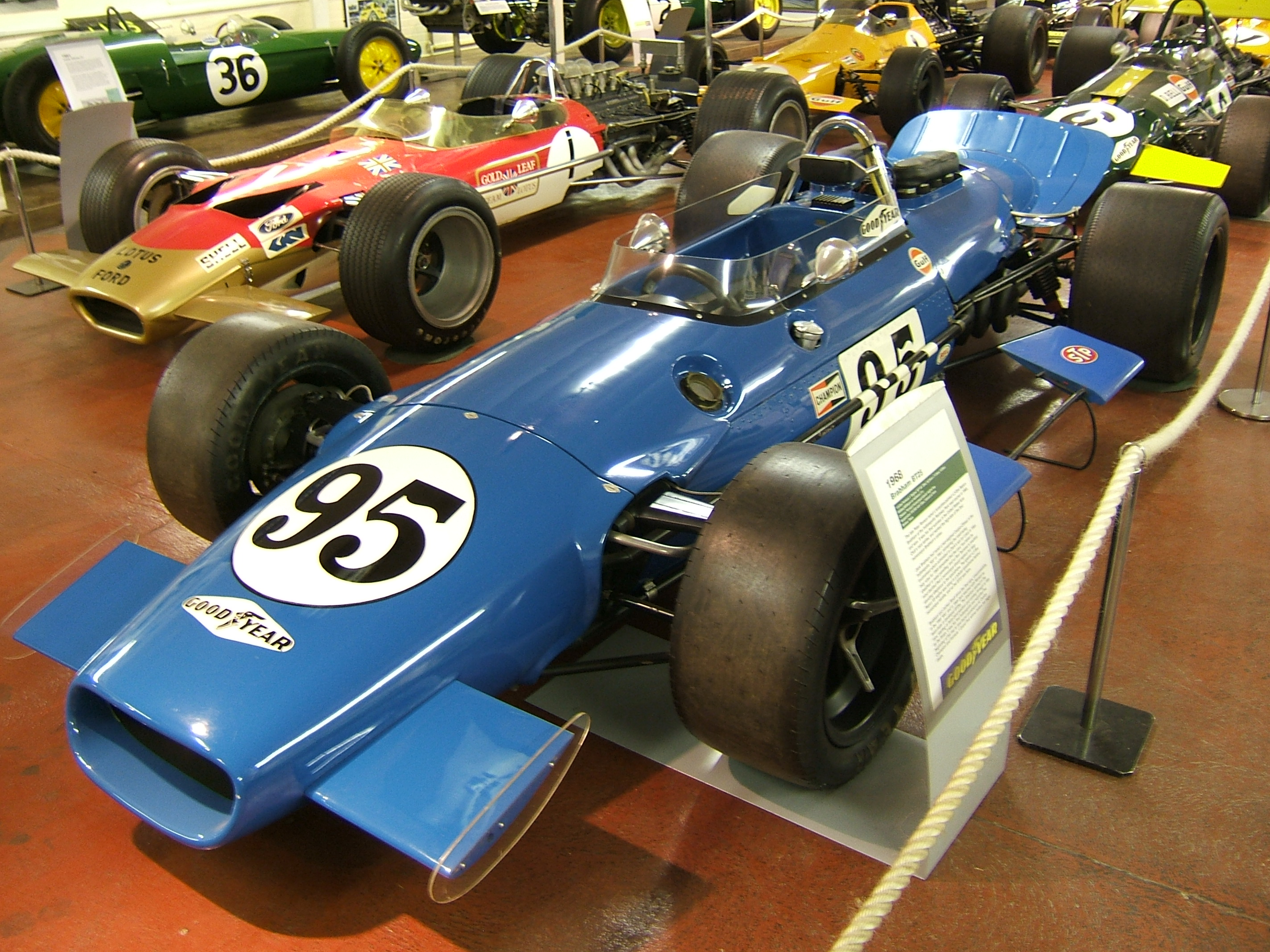
布拉漢姆最後一次出賽美國汽車俱樂部並獲勝的賽車－1968年生產的布拉漢姆BT25印第賽車

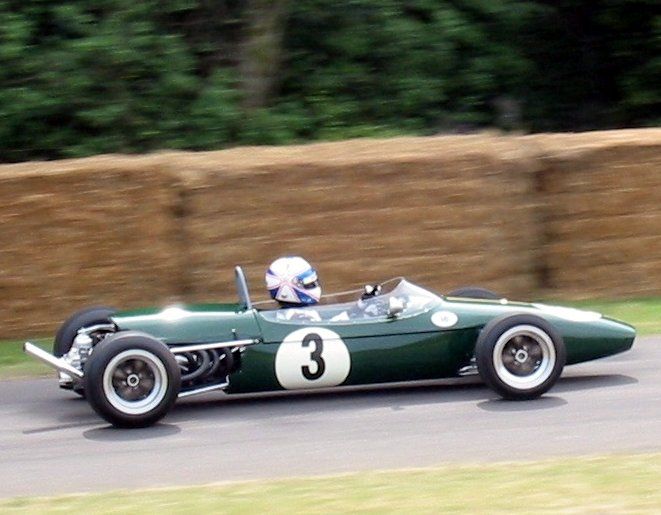
布拉漢姆BT18-本田稱霸於1966年二級方程式

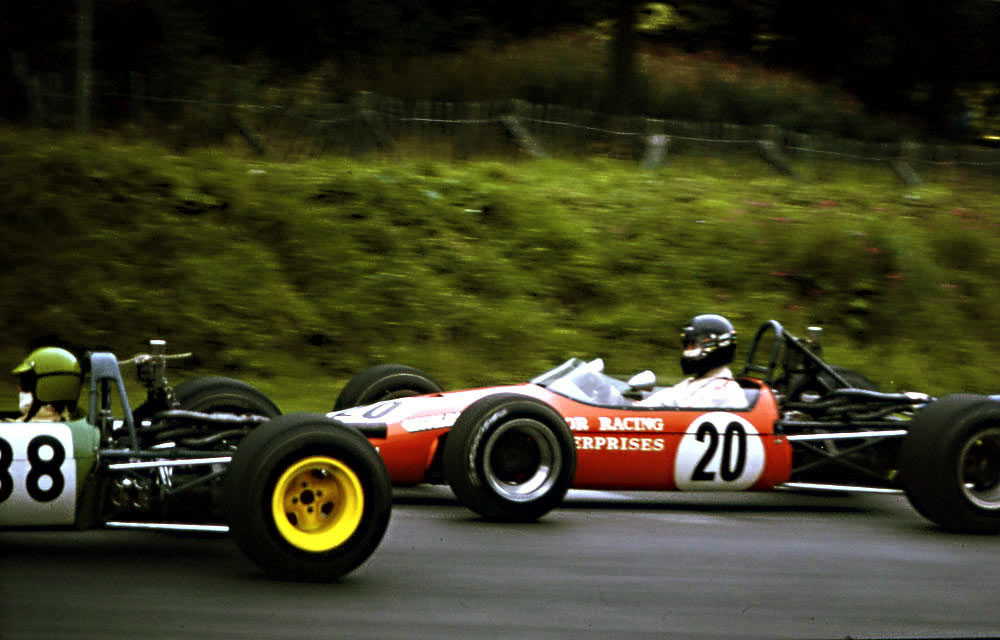
許多頂尖車手在他們早期職業生涯都使用布拉漢姆的三級方程式賽車
（詹姆士·亨特，攝於1969年）

### 印第賽車
1960年代中期到1970年代早期，布拉漢姆賽車曾角逐於印第安納波利斯500。經過1962年一個次失敗的計畫後，:30MRD在1964年受委託製造一輛美國奧芬豪瑟引擎動力的印第賽車底盤。此生產出的BT12由有「津克·烏爾些爾賽道火爐」（Zink-Urschel Trackburner）之稱的傑克·布拉漢姆駕駛，但在1964年賽事中因為燃料箱問題而退賽。這輛賽車於1966年重回賽場，由吉姆·麥克爾里思駕駛取得第3名。布拉漢姆再度重返1968至1970年間的印第安納波利斯，布拉漢姆原先使用4.2公升雷普科V8引擎版本的BT12，而彼得·雷夫森也曾在1969年一級方程式駕駛它取得第5名，到了1970年則重新使用奧芬豪瑟引擎。:240J·C·阿加賈尼安在1971年帶領著布拉漢姆-奧芬豪瑟組合又再度重返，最終比爾·武科維奇二世的駕駛下取得第5名。:114儘管布拉漢姆賽車沒有在印第安納波利斯獲得任何冠軍，但麥克爾里思曾在1965至1966年間駕駛BT12贏得了4場美國汽車俱樂部（簡稱USAC）大賽。此外，馬里奧·安德烈蒂於1965年贏得USAC全國錦標賽所駕駛的「狄恩的賽道專車」（Dean Van Lines Special）便是這輛BT12的直接複製版，是由安德烈蒂的車隊主任克林特·布勞納（Clint Brawner）經布拉漢姆允許後所製造的。:57雷夫森於1969年駕駛使用雷普科引擎的BT25為布拉漢姆贏下最後一場的USAC勝利。:99

### 二級方程式
1960至1970年代早期，已經進入一級方程式的車手時常會出賽二級方程式。MRD為這個較低級別的賽事在1966年生產了BT18，並且搭載強勁的本田引擎。一級方程式車隊搭檔布拉漢姆和哈默駕駛這輛非常成功的賽車取得11連勝。這輛賽車是以MRD的名義出賽而不是布拉漢姆賽車組織，這是為了避免與他們的一級方程式引擎供應商雷普科造成直接的衝突。:117

### 三級方程式
在1964年只贏得四場主要賽事的BT9是第一輛布拉漢姆的三級方程式賽車。到了1965年設計出了一輛非常成功的賽車BT15，這輛車共賣出了58輛，且贏得42場主要賽事。一直到1971年間，這些繼承了BT15的設計概念的賽車（包括1969年的翅膀車）都非常具有競爭力。布拉漢姆在1975年首次設計了單體構造的BT38C，同時也是第一輛不是由托蘭克所設計的賽車。儘管銷售出40輛，但是它相較於前幾任來說仍是遜色許多。之後有角的BT41成為了布拉漢姆最後一輛三級方程式賽車。:34–39

### 跑車
托蘭克並不喜歡設計跑車，且對於MRD非常成功的單人座生意來說他只肯挪出少許時間來設計跑車。在1961年至1972年間，布拉漢姆只生產出14輛跑車，總共製造約600個底盤。:205-207BT8是唯一生產出一打的跑車，且在1964年與1965年英國國家級賽事中表現亮眼。:55這個設計概念被延續到1966年，研發出只生產一輛的BT17，最初是為了加拿大－美國挑戰盃（Can-Am）而配置4.3公升雷普科引擎。但MRD在引擎穩定性不足後便停止製造這款跑車。:84-85

## 技術革新

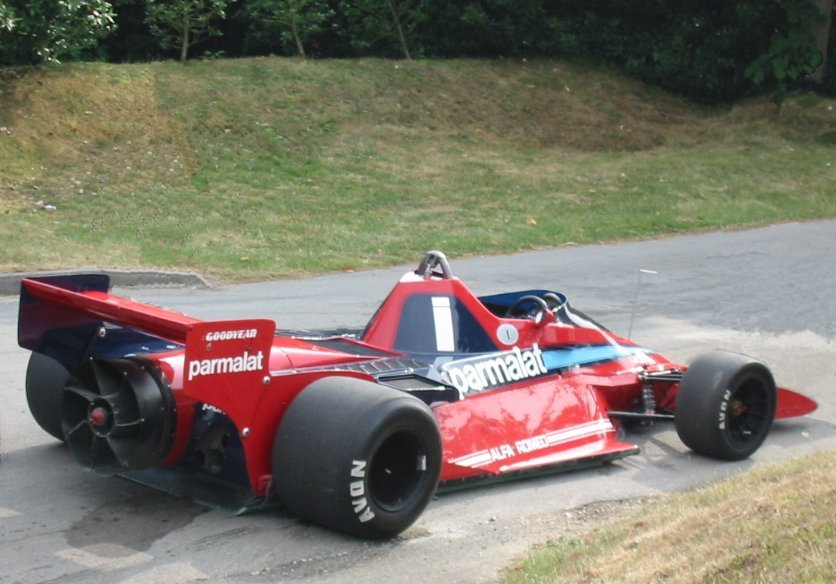
1978年在被禁賽前的布拉漢姆BT46僅贏得一場比賽

1960年代，布拉漢姆被視為是技術非常守舊的車隊，主要是因為在蓮花車隊於1962年推出更輕、更堅硬的“單體構造”一級方程式底盤一段時間後，布拉漢姆仍堅持生產傳統的“空間桁架”賽車。首席設計師托蘭克推論說現時的單體構造並不比精心設計的空間桁架底盤來得堅固，反而更難修復且不適合MRD的客戶。:44-45但是他的“老土”賽車仍舊為布拉漢姆車隊贏得了1966年和1967年的車隊世界冠軍，且在1970年一級方程式新規則改變強迫所有賽車都使用單體構造前仍非常具有競爭力。:60
儘管布拉漢姆被認為是支保守的車隊，但他們在1963年卻是第一支使用風洞以改善賽車空氣動力學設計的車隊，經過改善後的賽車能減少阻力並防止在高速中飛離地面。:39到了1980年代早期，這項測試變得更加普及，且極有可能是設計一輛成功的現代賽車最重要的一個因素。1960年代末期，布拉漢姆車隊開始利用空氣動力學的下壓力來促使賽車輪胎更貼近賽道地面，使得他們的在高度彎道中能有更快的速度。布拉漢姆在1968年比利時大獎賽中是除了法拉利之外第一支推出全寬尾翼的車隊。:100
當莫瑞在1970和1980年代成為技術指導後是車隊有豐富的技術創新的時期。車隊在1976年間將有可能減低“簧下質量”，以及由於碳良好的摩擦係數帶來更好的煞車表現的“碳-碳複合材料碟式煞車”引進一級方程式。最初使用強化碳碳複合材料煞車片與鋼式煞車盤，但是卻面臨了碳粉的問題。這項技術一開始並不成熟；卡洛斯·帕塞在1976年的奧地利賽道因高溫積聚於煞車使得制動液沸騰，導致他沒有辦法停下賽車，因而在290每小時（180英里每小時）的速度下發生碰撞。:163布拉漢姆到了1979年終於研發了有效的碳-碳複合材料煞車系統，結構上結合了碳質結構煞車盤與碳質煞車片。:521980年代後期，碳質煞車被所有參賽者使用於高級別的賽事當中。
在1970年代中期，儘管布拉漢姆做過空氣抑制器和車底擋板的實驗，但卻跟其他車隊一樣沒有立刻理解蓮花車隊於1977年研發地面效應賽車的原因。1978年的“風扇車”布拉漢姆BT46B藉由風扇從車底吸走空氣產生龐大的下壓力，但他們表示這個設計是為了讓引擎降溫。這輛車只出賽一場一級方程式大獎賽——尼基·勞達贏得的1978年瑞典大獎賽——在這個規則漏洞被FIA修改之前。:186–187
儘管莫瑞在1979年是第一位使用碳纖維複合材料板使布拉漢姆的鋁合金單體構造更加堅固的人，但其實他是在他的前輩托蘭克曾更改新的複合材料單體構造後延續下去的。莫瑞勉強地由複合材料來製造整個底盤，直到一次BT49底盤的撞擊測試後，他才明白這個行為是不可行的。:52布拉漢姆並沒有跟上麥拉倫1981年的MP4/1製造全複合材料底盤的腳步，一直到1986年研發出“低底”的BT55，成為最後一個這樣做的車隊。:43而這項技術現今仍用於所有的高級別單人座賽車中。
FIA在1981年賽季提出了最低6（2.4英寸）的賽車駕駛高度，為的是限制在彎道時的空氣動力學地面效應以降低車速。高登·莫瑞為BT49C發明了液壓氣動懸吊系統，使賽車能在高速時降低駕駛高度。儘管莫瑞堅信這項系統符合規定，但其他車隊仍指控布拉漢姆作弊。眼看一級方程式官方並沒有採取任何行動，其他車隊也開始效仿製造這項系統。:223-225
布拉漢姆在1982年英國大獎賽中再度引進自1957年世界一級方程式錦標賽後便不曾有的加油與換胎的主意，使他們的車手在起跑時以輕油載和軟胎來迅速地與其他車手拉開差距。在研究美國地印第安納波利斯500與全國運動汽車競賽協會（NASCAR）的技術後，車隊在比賽前先行測試，結果顯示他們能在14秒內完成換胎和加油。莫瑞在1982年意識到這個戰術只不過是「讓贊助商們注意到我們沒機會贏得比賽」，但他們1983年仍成功執行這項戰術。:63–72加油策略在1984年被禁止，直到1994年賽季才再次實行（直到2010年作為削減成本議案的一部份又再度禁止），但是換胎仍是現今一級方程式的一部份。

## 爭議
風扇車與液壓氣動懸吊系統利用了規則的漏洞。在1980年代早期，布拉漢姆被指控逾越且違反規定。在畢奇首次奪冠的1981年間，許多謠言流傳著布拉漢姆違規使用過輕的底盤。車手雅克·拉菲特便是其中一位，他聲稱布拉漢姆車隊的賽車在檢查員測重前於車身安裝沉重的壓載物。但是布拉漢姆車隊經理否認了這個指控。有不少非官方的抗議針對布拉漢姆車隊，但是一級方程式官方當局並沒有採取任何行動。:225
埃克萊斯頓自1978年起成為一級方程式製造商協會主席。這使他的車隊開放接受指控，並藉此來提前以規則的變化為誡。埃克萊斯頓否認車隊從中受益，但莫瑞反駁他的觀點，並表示因為有根據的消息，使得車隊在1982年底便提前放棄他們新生產的BT51，並著手製造1983年賽季將允許的地面效應賽車。布拉漢姆在僅僅三個月內便研發出替代的新車BT52。:225畢奇到了1983年賽季末獲得車手世界冠軍，被打敗的雷諾與法拉利聲明布拉漢姆車隊燃料中的辛烷值超過了102的合法限制。FIA在這之後宣布根據規則允許辛烷值最高達到102.9，而布拉漢姆車隊並沒有超過這個限制。:267:133

## 一級方程式歷年成績
成績包含所有相關的布拉漢姆車隊。 粗體表示贏得世界冠軍。
| 賽季   | 參賽隊伍                                                                                    | 賽車                                   | 輪胎 | 引擎                      | 車手                                                                         | 車隊成績          |
| ------ | ------------------------------------------------------------------------------------------- | -------------------------------------- | ---- | ------------------------- | ---------------------------------------------------------------------------- | ----------------- |
| 1962年 | 布拉漢姆賽車組織 （Brabham Racing Organisation）                                            | 蓮花24 布拉漢姆BT3                     | D    | 考文特力·克萊麥斯         | 傑克·布拉漢姆                                                                | 第7（9分）        |
| 1963年 | 布拉漢姆賽車組織                                                                            | 布拉漢姆BT3 布拉漢姆BT7 蓮花25         | D    | 考文特力·克萊麥斯         | 傑克·布拉漢姆 丹·格尼                                                        | 季軍（28分）      |
| 1964年 | 布拉漢姆賽車組織                                                                            | 布拉漢姆BT7 布拉漢姆BT11               | D    | 考文特力·克萊麥斯         | 傑克·布拉漢姆 丹·格尼                                                        | 第4（33分）       |
| 1965年 | 布拉漢姆賽車組織                                                                            | 布拉漢姆BT7 布拉漢姆BT11               | D G  | 考文特力·克萊麥斯         | 傑克·布拉漢姆 丹·格尼 丹尼·哈默 詹卡洛·巴盖蒂                                | 季軍（27分）      |
| 1966年 | 布拉漢姆賽車組織                                                                            | 布拉漢姆BT19 布拉漢姆BT20 布拉漢姆BT22 | G    | 雷普科                    | 傑克·布拉漢姆 丹尼·哈默                                                      | 冠軍（42分）      |
| 1967年 | 布拉漢姆賽車組織                                                                            | 布拉漢姆BT19 布拉漢姆BT20 布拉漢姆BT24 | G    | 雷普科                    | 傑克·布拉漢姆 丹尼·哈默                                                      | 冠軍（37分）      |
| 1968年 | 布拉漢姆賽車組織                                                                            | 布拉漢姆BT24 布拉漢姆BT26              | G    | 雷普科                    | 傑克·布拉漢姆 約亨·林特 丹·格尼                                              | 第8（10分）       |
| 1969年 | 賽車運動發展車隊 （Motor Racing Developments）                                              | 布拉漢姆BT26/A                         | G    | 考斯沃斯DFV               | 傑克·布拉漢姆 傑奇·艾克斯                                                    | 亞軍（51分）      |
| 1970年 | 賽車運動發展車隊                                                                            | 布拉漢姆BT33                           | G    | 考斯沃斯DFV               | 傑克·布拉漢姆 羅夫·斯托莫倫                                                  | 第4（35分）       |
| 1971年 | 賽車運動發展車隊                                                                            | 布拉漢姆BT33 布拉漢姆BT34              | G    | 考斯沃斯DFV               | 格拉漢姆·希爾 提姆·申肯 戴夫·查爾頓                                          | 第9（5分）        |
| 1972年 | 賽車運動發展車隊                                                                            | 布拉漢姆BT33 布拉漢姆BT34 布拉漢姆BT37 | G    | 考斯沃斯DFV               | 格拉漢姆·希爾 卡洛斯·瑞特曼 威爾遜·菲蒂帕爾迪                                | 第9（7分）        |
| 1973年 | 賽車運動發展 帕格诺兴陶瓷車隊 MRD （Motor Racing Developments Ceramica Pagnossin Team MRD） | 布拉漢姆BT37 布拉漢姆BT42              | G    | 考斯沃斯DFV               | 卡洛斯·瑞特曼 威爾遜·菲蒂帕爾迪 安德里亞·德·阿達米奇 羅夫·斯托莫倫 約翰·華生 | 第4（49分）       |
| 1974年 | 賽車運動發展車隊                                                                            | 布拉漢姆BT42 布拉漢姆BT44              | G    | 考斯沃斯DFV               | 卡洛斯·瑞特曼 卡洛斯·帕塞 里基·馮·奧佩爾 理查德·羅巴茲 特迪·皮萊特           | 第5（35分）       |
| 1975年 | 馬丁尼車隊 （Martini Racing）                                                               | 布拉漢姆BT44B                          | G    | 考斯沃斯DFV               | 卡洛斯·瑞特曼 卡洛斯·帕塞                                                    | 亞軍（54分）      |
| 1976年 | 馬丁尼車隊                                                                                  | 布拉漢姆BT45                           | G    | 阿尔法·罗密欧             | 卡洛斯·瑞特曼 卡洛斯·帕塞 羅夫·斯托莫倫 賴瑞·帕金斯                          | 第9（9分）        |
| 1977年 | 馬丁尼車隊                                                                                  | 布拉漢姆BT45/B                         | G    | 阿尔法·罗密欧             | 卡洛斯·帕塞 約翰·華生 漢斯·喬西姆·斯塔克 喬治奧·弗蘭恰                       | 第5（27分）       |
| 1978年 | 帕瑪拉特車隊 （Parmalat Racing Team）                                                       | 布拉漢姆BT45C 布拉漢姆BT46/B/C         | G    | 阿尔法·罗密欧             | 尼基·勞達 約翰·華生 尼爾遜·畢奇                                              | 季軍（53分）      |
| 1979年 | 帕瑪拉特車隊                                                                                | 布拉漢姆BT46 布拉漢姆BT48 布拉漢姆BT49 | G    | 阿尔法·罗密欧 考斯沃斯DFV | 尼基·勞達 尼爾遜·畢奇 里卡多·祖尼諾                                          | 第8（6分）        |
| 1980年 | 帕瑪拉特車隊                                                                                | 布拉漢姆BT49/B                         | M    | 考斯沃斯DFV               | 尼爾遜·畢奇 里卡多·祖尼諾 黑克托·雷巴奎                                      | 季軍（55分）      |
| 1981年 | 帕瑪拉特車隊                                                                                | 布拉漢姆BT49/B/C                       | M G  | 考斯沃斯DFV               | 尼爾遜·畢奇 黑克托·雷巴奎 里卡多·祖尼諾                                      | 亞軍（61分）      |
| 1982年 | 帕瑪拉特車隊                                                                                | 布拉漢姆BT49D 布拉漢姆BT50             | G    | 考斯沃斯DFV BMW M12/13    | 尼爾遜·畢奇 里卡多·帕特雷斯                                                  | 第5（41分）       |
| 1983年 | 斐樂運動車隊 （Fila Sport）                                                                 | 布拉漢姆BT52/B                         | M    | BMW M12/13                | 尼爾遜·畢奇 里卡多·帕特雷斯                                                  | 季軍（72分）      |
| 1984年 | MRD國際車隊 （MRD International）                                                           | 布拉漢姆BT53                           | M    | BMW M12/13                | 尼爾遜·畢奇 泰歐·法比 科拉多·法比 曼弗雷德·溫克霍克                          | 第4（38分）       |
| 1985年 | 賽車運動發展有限公司 （Motor Racing Developments Ltd）                                      | 布拉漢姆BT54                           | P    | BMW M12/13                | 尼爾遜·畢奇 馬克·蘇爾 弗朗索瓦·艾森諾                                        | 第5（26分）       |
| 1986年 | 賽車運動發展有限公司                                                                        | 布拉漢姆BT54 布拉漢姆BT55              | P    | BMW M12/13/1              | 埃利奧·德·安吉利斯 里卡多·帕特雷斯 德里克·沃里克                             | 第9（2分）        |
| 1987年 | 賽車運動發展有限公司                                                                        | 布拉漢姆BT56                           | G    | BMW M12/13/1              | 里卡多·帕特雷斯 安德烈·德·塞薩里斯 斯蒂法諾·摩德納                           | 第8（10分）       |
| 1989年 | 賽車運動發展車隊                                                                            | 布拉漢姆BT58                           | P    | 朱德                      | 馬丁·布倫德 斯蒂法諾·摩德納                                                  | 第9（8分）        |
| 1990年 | 賽車運動發展車隊                                                                            | 布拉漢姆BT58 布拉漢姆BT59              | P    | 朱德                      | 斯蒂法諾·摩德納 大衛·布拉漢姆 格雷戈·弗伊泰克                                | 第10（2分）       |
| 1991年 | 賽車運動發展有限公司                                                                        | 布拉漢姆BT59Y 布拉漢姆BT60Y            | P    | 山葉                      | 馬丁·布倫德 馬克·布倫德爾                                                    | 第9（3分）        |
| 1992年 | 賽車運動發展有限公司                                                                        | 布拉漢姆BT60B                          | G    | 朱德                      | 埃里克·範·德·頗埃勒 吉爾瓦娜·阿瑪迪 戴蒙·希爾                                | 無成績完賽（0分） |

## 外部連結
- （英文） 布拉漢姆汽車官方網站 （页面存档备份，存于）
- （英文） www.formula1.com 一級方程式官方網站上的傑克·布拉漢姆簡介與圖集。
- （英文） www.forix.com （页面存档备份，存于） 傑克·布拉漢姆的簡介，以及早年布拉漢姆車隊的充足資料。
- （英文） www.nvo.com 布拉漢姆車隊的圖集。
- （英文） www.motorracing-archive.com 1961年至1972年間，布拉漢姆車隊的賽事成績與賽車型號。（原始內容存檔）
- （英文） www.oldracingcars.com （页面存档备份，存于） 1966年至1982年間，完整的布拉漢姆一級方程式以及其他賽事的賽車。
- （英文） www.f3history.co.uk 布拉漢姆車隊於三級方程式身為製造商的歷史。（原始內容存檔）
- （英文） www.autocoursegpa.com 布拉漢姆車隊於世界一級方程式錦標賽的完整數據。（原始內容存檔）

| 體育角色          | 體育角色                                   | 體育角色          |
| ----------------- | ------------------------------------------ | ----------------- |
| 前任者： 蓮花車隊 | 世界一級方程式錦標賽車隊冠軍 1966年–1967年 | 繼任者： 蓮花車隊 |